# Fallin'
Fallin' este discul single de debut al cântăreței de origine americană Alicia Keys, inclus pe primul album de studio al acesteia, Songs in A Minor. Cântecul a fost lansat în  februarie 2001; acesta a câștigat popularitate în țările anglofone, sporind succesul albumului de proveniență.

## Compunere și înregistrare
Fallin este single-ul de debut al Aliciei și totodată cel mai reprezentativ din toată cariera sa până în prezent. Textul său a fost compus de Alicia Keys însăși, dar partea melodică este foarte asemănătoare cu cea a hitului It's a Man's Man's Man's World cântat de James Brown în anii 1960. Lansată în luna aprilie a anului 2001 și promovată de-a lungul acelui an, melodia s-a bucurat de un real succes, ajutând-o pe Alicia să iasă din anonimat în S.U.A.. Textul descrie multitudinea de sentimente pe care le are artista de-a lungul unei relații. Prima parte o surprinde pe cântăreață descriind greutățile și momentele fericite prin care trece alături de iubitul său. Trecerile de la o stare sufletească la o alta se face prin intermediul interpretării la pian a artistei.
Deși melodia avea influențele clare ale Aliciei, casa sa de înregistrări a decis că promovarea nu era atât de importantă pentru acea perioadă instabilă a lumii muzicale. După ce Fallin' a fost încredințată mai multor artiști pentru reeditare, ea a ajuns înapoi în posesia Aliciei Keys, care a transformat piesa dintr-una privită de producători cu dubii, în unul dintre cele mai mari hituri ale anului 2001. Cu ajutorul hitului, Alicia a intrat direct pe piața internațională, devenind cea mai de succes artistă debutantă a acelui an.

## Videoclip
Videoclipul pentru acest single a fost produs de Chris Robinson, filmat în august 2000.  
și spre deosebire de celelalte clipuri R&B aparținând acelor timpuri, acesta nu conținea niciun fel de coregrafie sau balet. El o prezintă pe artistă călătorind spre închisoarea în care este încarcerat presupusul său iubit. De-a lungul acestei călătorii sunt surprinse deținute care plâng la vederea oamenilor liberi. După ce ea plătește cauțiunea, iubitul său este eliberat iar viața celor doi revine la normal. Povestea videoclipului este continuată în cel de-al doilea single intitulat : A Woman's Worth. Alicia a declarat că inițial ideea era ca ea să fie încarcerată și iubitul său să o elibereze, dar ideea a fost schimbată pe parcursul producerii videoclipului.